# Эйнгорн, Анатолий Николаевич
Анато́лий Никола́евич Эйнго́рн (29 октября 1919, Симбирск — 1 марта 2003, Санкт-Петербург) — советский волейболист и тренер, игрок сборной СССР (1949). Чемпион мира (1949), двукратный чемпион СССР. Старший тренер мужской сборной СССР (1955—1958). Заслуженный мастер спорта СССР (1951). Заслуженный тренер СССР (1957).

## Биография
Родился в Симбирске. Его отец Николай Семёнович Эйнгорн (?—1943), выходец из образованной еврейской семьи, был экономистом. Дед — врач-гигиенист Семён Яковлевич Эйнгорн (1856—1925), был основателем первой цандеровской лечебницы в России — Института ортопедии по методу Цандера в Петербурге (1890); в 1902 году С. Я. Эйнгорн открыл Цандеровский институт механотерапии в Ессентуках, и впоследствии по их образцу были открыты цандеровские институты лечебной физкультуры в разных городах страны. Мать — Александра Фёдоровна Эйнгорн, в девичестве Тизенгаузен, родом из Варшавы.
Начал заниматься волейболом в Ленинграде. Выступал за ленинградские команды «Спартак» (до 1945), ДКА, ДО, ВММА. Чемпион СССР 1938 и 1939, серебряный (1947—1949) и бронзовый (1946 и 1950) призёр союзных первенств. Один из сильнейших нападающих 1930-х годов, мастерски владел блоком.
В составе сборной СССР стал чемпионом мира 1949. В 1947 году в составе сборной Ленинграда — чемпион Фестиваля демократической молодёжи в Праге.
В 1951 Анатолий Эйнгорн перешёл на тренерскую работу. В 1951—1952 — тренер, а в 1955—1958 старший тренер мужской сборной СССР, чемпиона мира 1952 и Европы 1951, бронзового призёра мирового (1956) и европейского (1958) первенств, победителя волейбольного турнира на московском Фестивале демократической молодёжи 1957. В 1953—1954 — старший тренер женской сборной СССР, которую привёл к победе на Фестивале демократической молодёжи в Бухаресте в 1953 году.
В 1954—1958 возглавлял женскую волейбольную команду «Спартак» (Ленинград), бронзового призёра чемпионатов СССР 1954, 1955 и 1957. В 1958—1963 — старший тренер женской команды СКИФ/«Буревестник» (Ленинград), бронзового призёра союзного первенства 1961. В 1959—1963 возглавлял женскую сборную Ленинграда, победителя (1959) и серебряного призёра (1963) Спартакиад народов СССР.
Участник Великой Отечественной войны. После окончания Харьковского военно-медицинского училища в 1943—1944 руководил медицинско-санитарным взводом механизированной бригады 2-го Украинского фронта. В 1945 — врач-эпидемиолог военно-санитарного отряда 2-го Украинского фронта.
В 1950 году Анатолий Эйнгорн с отличием окончил Военно-морскую медицинскую академию. В 1950—1990 — на врачебной работе в различных лечебных учреждениях Ленинграда. В 1975—1981 — главврач городской больницы № 25. В 1968 ему было присвоено звание полковника военно-медицинской службы.
А. Н. Эйнгорн является автором многих изданий по теории и практике волейбола. Его ученики — выдающиеся волейбольные тренеры Вячеслав Платонов и Ясутака Мацудайра (Япония).

## Семья
Братом его деда был оперный певец (баритон), солист Мариинского театра Аркадий Яковлевич Чернов (Абрам Янкелевич Эйнгорн, 1858—1904). Двоюродным братом отца был пианист Александр Германович Шор (1876—1942).

## Награды
- Орден «Знак Почёта» (27.04.1957) — «за успехи, достигнутые в деле развития массового физкультурного движения в стране, повышения мастерства советских спортсменов, и успешное выступление на международных соревнованиях»
- Орден Красной Звезды (трижды)
- Орден Отечественной войны 2-й степени
- Орден «За заслуги перед Отечеством» IV степени[4]
- 19 боевыми медалями

## Источник
- Волейбол: Энциклопедия / Сост. В. Л. Свиридов, О. С. Чехов. — Томск: Компания «Янсон», 2001.